# Wasilij Juszkiewicz
Wasilij Aleksandrowicz Juszkiewicz (ros. Василий Александрович Юшкевич, ur. 16 lutego?/28 lutego 1897 w Wilnie, zm. 15 marca 1951 w Moskwie) – radziecki dowódca wojskowy, generał pułkownik.

## Życiorys
W marcu 1915 został powołany do rosyjskiej armii, skończył szkołę podchorążych, od września 1915 uczestniczył w I wojnie światowej jako dowódca plutonu i następnie kompanii na Froncie Południowo-Zachodnim. Od 1919 należał do RKP(b) i służył w Armii Czerwonej, brał udział w wojnie domowej na Froncie Południowym jako dowódca kompanii, batalionu, oddziału specjalnego przeznaczenia i pułku piechoty, po wojnie był dowódcą pułku i pomocnikiem dowódcy dywizji. W 1926 i 1928 ukończył kursy doskonalenia wyższej kadry dowódczej przy Akademii Wojskowej im. Frunzego, od 1929 wykładał w Akademii Wojskowo-Politycznej im. Lenina, 1930 został dowódcą i komisarzem 100 Dywizji Piechoty, a 1936 dowódcą 13 Korpusu Piechoty. W 1937 jako doradca wojskowy walczył w wojnie domowej w Hiszpanii, 1940-1941 był inspektorem i szefem wydziału Zarządu Przygotowania Bojowego Armii Czerwonej, 1941 został dowódcą 44 Korpusu Piechoty, po ataku Niemiec na ZSRR walczył na Froncie Zachodnim/Kalinińskim jako dowódca korpusu piechoty i następnie od sierpnia do października 1941 22 Armii, od października 1941 do marca 1942 dowódca 31 Armii, od kwietnia do grudnia 1942 i od marca 1943 do kwietnia 1944 ponownie dowódca 22 Armii, a od kwietnia do sierpnia 1944 3 Armii Uderzeniowej na Froncie Północno-Zachodnim i 2 Froncie Nadbałtyckim. Na czele wojsk uczestniczył w walkach obronnych pod Mińskiem, bitwie pod Moskwą, operacji rżewsko-wiaziemskiej, leningradzko-nowogrodzkiej i reżecko-dwinskiej. Od października 1944 do 1946 był dowódcą Odeskiego Okręgu Wojskowego, a 1946-1950 Nadwołżańskiego Okręgu Wojskowego, 1945 otrzymał stopień generała pułkownika, w listopadzie 1950 został zwolniony ze stanowiska i zakończył służbę wojskową. Był deputowanym do Rady Najwyższej ZSRR 2 i 3 kadencji.

## Odznaczenia
- Order Lenina (dwukrotnie)
- Order Czerwonego Sztandaru (czterokrotnie)
- Order Suworowa I klasy
- Order Kutuzowa I klasy
- Order Czerwonej Gwiazdy

i medale.